# IC 700
IC 700 је спирална галаксија у сазвјежђу Лав која се налази на листи објеката дубоког неба у Индекс каталогу.
Деклинација објекта је + 20° 34' 58" а ректасцензија 11h 29m 15,2s. Привидна величина (магнитуда) објекта IC 700 износи 13,4 а фотографска магнитуда 14,3. IC 700 је још познат и под ознакама UGC 6487, MCG 4-27-47, CGCG 126-67, VV 498, HCG 54A, WAS 22, PGC 35382.